# 波多黎各男子籃球代表隊
波多黎各國家男子籃球隊（西班牙語：Selección de Baloncesto de Puerto Rico）是代表波多黎各参加男子国际篮球比赛（例如FIBA和美洲篮球协会舉辦的國際比賽）的籃球隊，由波多黎各篮球联合会負責管理。波多黎各國家男子籃球隊的隊員主要由出生於波多黎各的球員和出生於美國的波多黎各裔球員組成。

## 历史
1957年，波多黎各國家男子籃球隊加入FIBA。
波多黎各國家男子籃球隊在1976年蒙特利爾奧運會上只輸給美國國家男子籃球隊1分。
2004年8月15日，在2004年夏季奥林匹克运动会篮球比赛上，波多黎各以92比73擊敗美國國家男子籃球隊。波多黎各國家男子籃球隊成为第二支在奧運會上击败美國國家男子籃球隊的球队，这也是美国队在奥运比赛中的第三場敗仗，也是自1992年NBA球员被允许參加奧運會以来的首場敗仗。另一支在奧運會上击败美国队的球队是苏联国家男子篮球队，他们分別在1972年夏季奧林匹克運動會籃球比賽以及1988年夏季奧林匹克運動會籃球比賽中擊敗美國隊。